# Beatrice Huștiu
Beatrice Huștiu, po mężu Triebel (ur. 2 września 1956 w Bukareszcie) – rumuńska łyżwiarka figurowa startująca w konkurencji solistek. Uczestniczka igrzysk olimpijskich (1968), uczestniczka mistrzostw świata i Europy.
W debiucie olimpijskim miała 11 lat i 159 dni, była najmłodszą zawodniczką na Zimowych Igrzyskach Olimpijskich 1968.
Gdy miała 14 lat zmarła jej matka, a 4 lata później ojciec. Zakończyła karierę w wieku 19 lat. Rok później rozpoczęła studia na wydziale sportu na Universitatea de Vest din Timișoara w Timișoarze. W 1996 roku wyjechała do Wiednia i wzięła ślub z Eugenem Triebelem.

## Osiągnięcia
| Igrzyska olimpijskie | 29 |  |    |    |
| Mistrzostwa świata   |    |  | 22 | 17 |
| Mistrzostwa Europy   |    |  |    | 11 |